# (1395) Aribeda
(1395) Aribeda est un astéroïde de la ceinture principale extérieure découvert le 16 juillet 1936 par l'astronome allemand Karl Wilhelm Reinmuth. Le lieu de découverte est Heidelberg (024). Sa désignation provisoire était 1936 OB.
Sa distance minimale d'intersection de l'orbite terrestre est de 2,033950 ua.